# Ганская фондовая биржа
Ганская фондовая биржа — биржа в Аккре, Гана. Была зарегистрирована в июле 1989 года, а торговля началась в 1990 году. Листинг акций на бирже имеют около 35 компаний, помимо этого торгуются два вида корпоративных облигаций.

## История
Ганская фондовая биржа была образована в 1989 году по предложению председателя Ганского Центрального Банка, но торги на ней начались только в ноябре 1990. Она была признана уполномоченной фондовой биржей в соответствии с Законом о биржах 1971 года (Закон 384) в октябре 1990 года. Биржевой совет был открыт 12 ноября 1990 года, и торги начались на его площадке в тот же день. Биржа изменила свой статус на публичную компанию с ограниченной ответственностью в апреле 1994 года.